# Площа Маркса (станція метро)
54°58′59″ пн. ш. 82°53′36″ сх. д. / 54.98306° пн. ш. 82.89333° сх. д.
«Площа Маркса» (рос. Площадь Маркса) — кінцева станція Ленінської лінії Новосибірського метрополітену. Територіально станція розташовується в Ленінському районі Новосибірська, в центрі найбільшого на лівому березі міста вузла наземного транспорту, під площею Карла Маркса.
Початковий пуск станції було заплановано на 1990 — разом з «Гагарінською» і «Заєльцовською». Проте, у зв'язку з фінансовою кризою в країні, урочисте відкриття відбулося 26 липня 1991 року. Перших же пасажирів станція приймає 28 липня 1991 року.

## Технічна характеристика
Конструкція станції — односклепінна мілкого закладення.

## Вестибюлі
Проект станції передбачає два вестибюля (західний і східний). З платформою вестибюлі з'єднуються маршовими сходами. Вхід і вихід пасажирів на станцію проводиться через шість виходів, вбудованих у будинки і в окремо розташованих надземних павільйонах, виконаних з металу і скла . Раніше в підземний перехід, біля зупинки «Вежа», вели два відкритих сходових спуски. Вони були розташовані по обидві сторони проспекту Маркса. Надалі, обидва спуски були реконструйовані — спочатку були зроблені навіси. Згодом над спусками з'явилися надбудови, у вигляді приміщень торгового призначення. А в жовтні 2008 на цій ділянці переходу було проведено капітально-відновлювальний ремонт
Західний вестибюль станції веде до двох виходів — № 3 та № 4. Третій — до вулиць Блюхера та Титова. Четвертий дозволяє вийти до вулиці Покришкіна. Планується, що вихід № 4 стане також вбудованим в будівлю торгового комплексу, як і третій, який вбудований в будівлю торгового-офісного комплексу «Версаль». Станом на середину 2010-ті років вхід і вихід здійснюється через зовнішній павільйон.
Східний вестибюль пов'язаний з одним виходом № 1, який дозволяє вийти до вулиці Ватутіна . Також вестибюль має довгий коридор і велику мережу підземних переходів, які пов'язані з трьома виходами (№ 2, № 5 та № 6). Через них є можливість вийти відповідно до пам'ятника Олександру Покришкіну , зупинки «Вежа», магазину ГУМ «Росія».
Шостий павільйон також дозволяє вийти до ТК «Соняшник» і МФК «Сан Сіті». У 2008 році на цих ділянках (переходах і виходах до ГУМа та пам'ятника Покришкіну) був також проведений капітально-відновлювальний ремонт. Крім того, виходи з метро активно використовуються городянами як підземні переходи.

## Колійний розвиток
Після станції розташований оборотний тунель  з пошерсним з'їздом, за яким розміщені відстійні тупики (закінчуються в районі кільця у колишнього магазину «Кристал»). Для обороту поїздів використовується частина перегону по першій колії, який є частиною 1140-метрового перегону до запланованої до спорудження станції «Площа Станіславського».

## Перспективи
Станція знаходиться в місці перетину Ленінської лінії і проєктованої Кіровської лінії (входила до 3-ї черги спорудження метро). Для цього проєктом передбачена пересадкова станція «Площа Маркса-2». Вона повинна розташуватися глибше існуючої, тобто станції повинні розташуватися у двох рівнях.

## Оздоблення
Посередині посадкової платформи розміщені три колони, виконані з металу сріблястого кольору. На них розміщені інформаційні стенди, а у верхній частині — відеоекрани. Тільки дві колони мають (крім середньої) монітори. Навколо кожної колони є лавки з полірованого дерева, призначені для відпочинку пасажирів.